# Oska

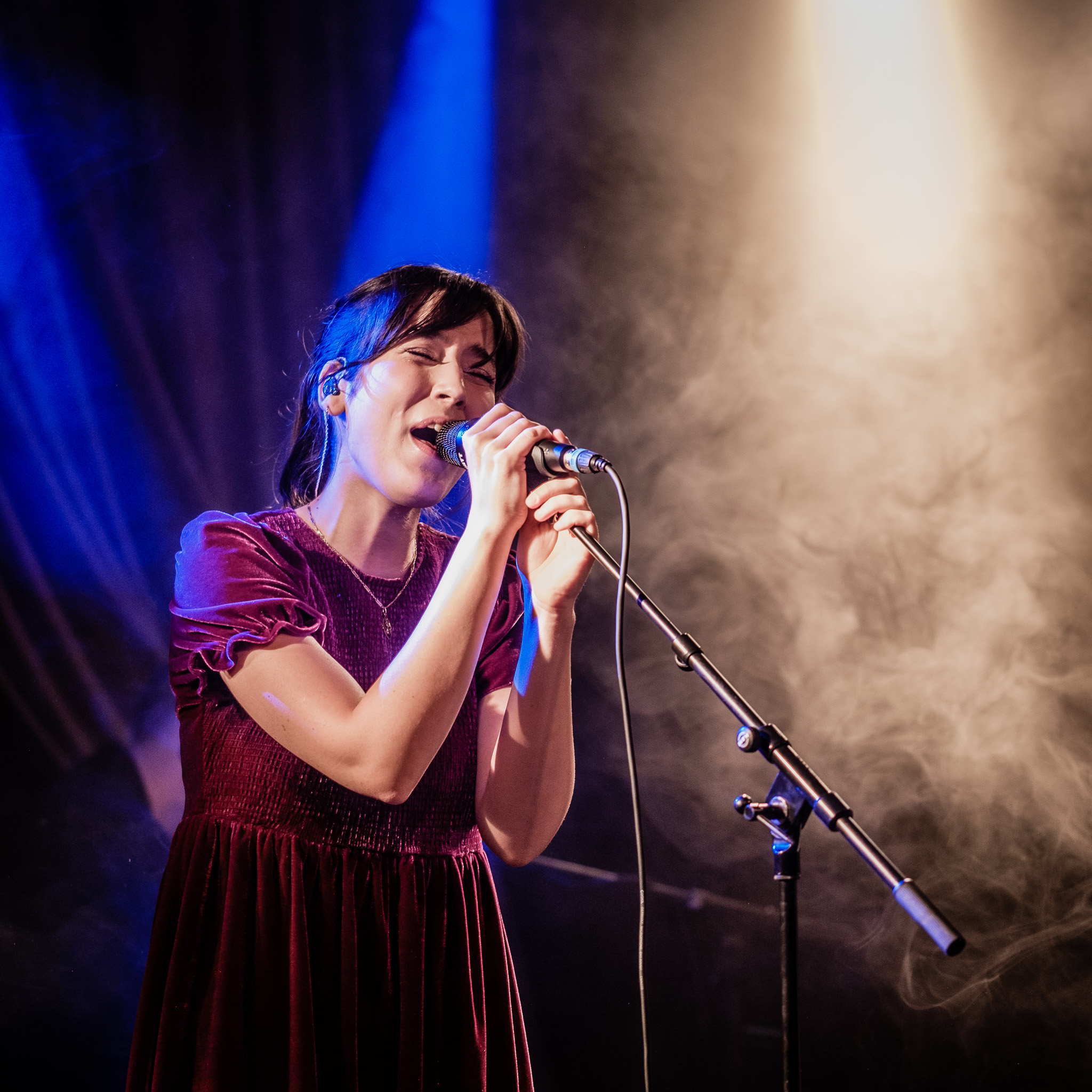
OSKA (2024)

Oska (* 1996 in Rastenfeld; bürgerlich Maria Burger) ist eine österreichische Singer-Songwriterin.

## Karriere
Nach ihrer Matura ging die damals 18-jährige Oska nach Wien, um Straßenmusik zu machen. Auf Anraten ihrer Mutter studierte sie dort auch Pop- und Jazzgesang. Mitte 2020 unterschrieb sie ihren ersten Plattenvertrag beim kanadischen Label Nettwerk. Mit ihrer Debüt-EP „Honeymoon Phase“ (2021) gewann sie den Tonstudiopreis „Best Sound“ beim Amadeus Austrian Music Award im April 2022. Wenige Monate zuvor veröffentlichte sie ihr Debüt-Album „My world, My love, Paris“. 
Sie begleitete unter anderem Milow, Tom Odell, Stu Larsen, HAEVN und Matt Simons auf Tour. Im März 2024 spielte sie beim SXSW in Texas. Im August 2024 trat sie vier Tage lang im Vorprogramm von Coldplay im Wiener Ernst-Happel-Stadion auf.
Bei der Amadeus-Verleihung 2025 wurde sie in der Kategorie Alternative ausgezeichnet. Am 20. Juni 2025 erschien ihr zweites Album Refined Believer.

## Privates
Oska wuchs mit ihren vier älteren Geschwistern im niederösterreichischen Rastenfeld (Bezirk Krems-Land) auf. Die Inspiration für ihren Bühnennamen lieferte ihr ältester Bruder „Oskar“, mit dem sie auch ihren ersten Song schrieb. Das Gitarrespielen brachte sie sich selbst in ihrer Jugend bei.

## Diskografie

### Alben
- 2022: My world, My love, Paris
- 2025: Refined Believer

### EPs
- 2021: Honeymoon Phase
- 2022: It’s Normal to Shiver
- 2023: Live at TV Noir

### Singles
- 2020: Come Home
- 2020: Distant Universe (Live Acoustic Session)
- 2020: Honeymoon Phase / Wide Awake & Dreaming
- 2021: In the Bleak Midwinter
- 2022: Hallucinating (It’s Normal to Shiver Version)
- 2022: Too Nobody (It’s Normal to Shiver Version)
- 2022: Misunderstood (It’s Normal to Shiver Version)
- 2023: pretty by night (from the Amazon Original Motion Picture „Silver and the Book of Dreams“)
- 2024: Like a Song
- 2024: April May July
- 2024: Forever Blue
- 2024: Maybe I Love You
- 2024: It Happens Either Way
- 2024: The Final Straw
- 2025: With Love, Your Clementine
- 2025: Gloria

## Auszeichnungen
- 2020: XA – Export Award von Waves Vienna[12]
- 2022: Tonstudiopreis „Best Sound“ beim Amadeus Austrian Music Award für „Honeymoon Phase“[13]
- 2023: Music Moves Europe Award (MME)[14]
- 2024: NÖN-Leopold in der Kategorie Kultur[15]
- 2025: Amadeus-Verleihung 2025: Auszeichnung in der Kategorie Alternative[6]

## Tourneen

### Headlining

#### Forever Blue Tour
| Datum                       | Stadt                 | Land                   | Veranstaltungsort     | Vorband      |
| 2024                        | 2024                  | 2024                   | 2024                  | 2024         |
| --------------------------- | --------------------- | ---------------------- | --------------------- | ------------ |
| 26. September 2024          | Salzburg              | Österreich             | Argekultur            | Doppelfinger |
| 27. September 2024          | Dornbirn              | Österreich             | Spielboden            | Doppelfinger |
| 28. September 2024          | Vöcklabruck           | Österreich             | OKH                   | Doppelfinger |
| 3. Oktober 2024             | Waidhofen an der Ybbs | Österreich             | Plenkersaal           | Doppelfinger |
| 4. Oktober 2024             | Innsbruck             | Österreich             | Die Bäckerei          | Doppelfinger |
| 5. Oktober 2024             | Linz                  | Österreich             | Posthof               | Doppelfinger |
| 10. Oktober 2024            | St. Pölten            | Österreich             | Bühne im Hof          | Doppelfinger |
| 11. Oktober 2024            | Klagenfurt            | Österreich             | Kammerlichspiele      | Doppelfinger |
| 12. Oktober 2024            | Graz                  | Österreich             | Orpheum Extra         | Doppelfinger |
| 14. Oktober 2024            | Prag                  | Tschechien             | Cross Club            | Doppelfinger |
| 15. Oktober 2024 (abgesagt) | Warschau              | Polen                  | Bardzo Bardzo         | Doppelfinger |
| 16. Oktober 2024            | Berlin                | Deutschland            | Privatclub            | Doppelfinger |
| 18. Oktober 2024            | Kopenhagen            | Dänemark               | Vega (Ideal Bar)      | Doppelfinger |
| 19. Oktober 2024            | Flensburg             | Deutschland            | Kühlhaus              | Doppelfinger |
| 21. Oktober 2024            | Amsterdam             | Niederlande            | Paradiso              | Doppelfinger |
| 22. Oktober 2024            | Groningen             | Niederlande            | Lutherse Kerk         | Doppelfinger |
| 23. Oktober 2024            | Köln                  | Deutschland            | Jaki                  | Doppelfinger |
| 26. Oktober 2024            | London                | Vereinigtes Königreich | The Courtyard Theatre | Doppelfinger |
| 27. Oktober 2024            | Paris                 | Frankreich             | Supersonic Records    | Doppelfinger |
| 28. Oktober 2024            | Brüssel               | Belgien                | Continental           | Doppelfinger |
| 30. Oktober 2024            | Zürich                | Schweiz                | Papiersaal            | Doppelfinger |
| 31. Oktober 2024            | München               | Deutschland            | Strom                 | Doppelfinger |
| 1. November 2024            | Dresden               | Deutschland            | Club Puschkin         | Doppelfinger |
| 22. November 2024           | Krems                 | Österreich             | Kino im Kesselhaus    | Doppelfinger |
| 23. November 2024           | Mistelbach            | Österreich             | Kronen Kino           | Doppelfinger |
| 22. April 2025              | Wien                  | Österreich             | Konzerthaus           | -            |

#### Refined Believer Tour
| Datum         | Stadt    | Land        | Veranstaltungsort | Vorband       |
| 2025          | 2025     | 2025        | 2025              |               |
| ------------- | -------- | ----------- | ----------------- | ------------- |
| 12. März 2026 | Salzburg | Österreich  | Argekultur        | nicht bekannt |
| 13. März 2026 | München  | Deutschland | Milla             | nicht bekannt |
| 19. März 2026 | Linz     | Österreich  | Posthof           | nicht bekannt |
| 20. März 2026 | Dornbirn | Österreich  | Spielboden        | nicht bekannt |
| 21. März 2026 | Graz     | Österreich  | Orpheum           | nicht bekannt |
| 22. Mai 2026  | Wien     | Österreich  | Arena             | nicht bekannt |